# إيفان غوتيريز (لاعب كرة قدم)
إيفان غوتيريز (بالإنجليزية: Iván Gutiérrez) هو لاعب كرة قدم أمريكي في مركزي الهجوم والوسط، ولد في 16 فبراير 1998 في نوروالك في الولايات المتحدة. لعب مع نادي غوادالاخارا.